# Pseudomorulaeplecta
Pseudomorulaeplecta es un género de foraminífero bentónico de la subfamilia Dorothiinae, de la familia Eggerellidae, de la superfamilia Eggerelloidea, del suborden Textulariina y del orden Textulariida. Su especie tipo es Pseudomorulaeplecta franconica. Su rango cronoestratigráfico abarca el Jurásico superior.

## Discusión
Clasificaciones previas incluían Pseudomorulaeplecta en la subfamilia Textulariinae, de la familia Textulariidae, de la superfamilia Textularioidea, del suborden Textulariina y del orden Textulariida.

## Clasificación
Pseudomorulaeplecta incluye a las siguientes especies:
- Pseudomorulaeplecta franconica †
- Pseudomorulaeplecta moesiana †